# Réserve de chasse et de faune sauvage de Donzère-Mondragon
La réserve nationale de chasse et de faune sauvage de Donzère-Mondragon est une aire protégée située dans la vallée du Rhône. Elle comprend le canal de Donzère-Mondragon, sur une vingtaine de kilomètres de long, ainsi que ses berges sur lesquelles des remblais ont été déposés sous la forme d'une digue, puis plantés de robiniers faux-acacia.
Sa position géographique en fait une escale importante pour les oiseaux migrateurs et un lieu de rencontre entre les flores médioeuropéenne et méditerranéenne des milieux arides.
Elle a été inscrite sur la liste verte de l'UICN en 2019, en reconnaissance de sa gestion exemplaire. Le 4 août 2021, elle a été classée réserve nationale de chasse et de faune sauvage. 

## Histoire
En 1947 commence la construction d'un canal de dérivation, sur le Rhône. Il est dédié notamment à l'alimentation en eaux de la centrale nucléaire du Tricastin (pour son refroidissement). Les travaux s'achèvent en 1952, avec la mise en route d'une usine hydroélectrique.
Un décret ministériel crée la réserve de chasse en 1954. À l'origine elle avait pour objectif uniquement la sauvegarde du gibier d'eau. En 1996, ses objectifs sont redéfinis à l'occasion d'un arrêté préfectoral portant reconduction de la RCFS : protection et « accroissement » de la biodiversité ; recherches sur la gestion (technique) des différents milieux présents et vitrine pour la formation professionnelle, l'éducation à l'environnement et le développement durable. Des plans de gestion sont rédigés et suivis depuis 2002.
Auparavant réserve de chasse et de faune sauvage, elle est classée en réserve nationale de chasse et de faune sauvage par l’arrêté ministériel du 4 août 2021, publié au Journal officiel, le 20 novembre 2021.

## Géographie
Le canal de Donzère-Mondragon est situé à l'est du Rhône. Il double son cours sur 28 km de long, entre les communes de Donzère, à l'amont, dans la Drôme et de Mondragon dans le département du Vaucluse. Il est couvert par une réserve de chasse  et de faune sauvage avec ses digues, berges et canaux afférents.
La réserve s'étend de part et d'autre sur une largeur allant de 300 à 850 m, pour un total de 1 454 ha.
Sa partie vauclusienne est partie intégrante du site Natura 2000 des « Marais de l’Ile vieille et alentour ».

## Patrimoine naturel

### Flore

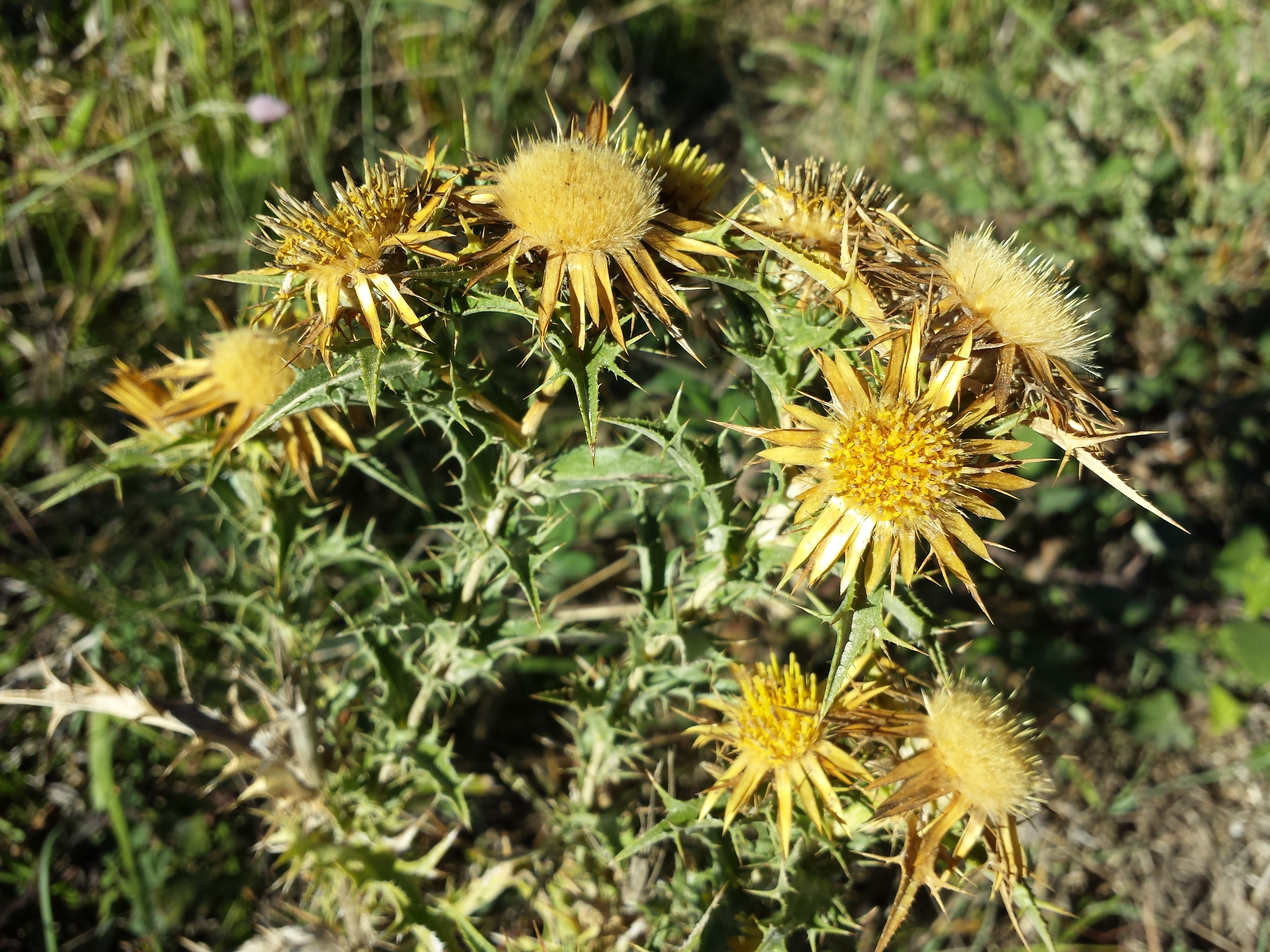
Carline en corymbe.

L'atlas floristique, publié en 2012, recense 692 espèces de plantes dans la partie vauclusienne de la réserve uniquement. Pour parvenir à ce résultat, 450 relevés ont été réalisés sur une période de dix ans.
Vingt-cinq habitats d'intérêts communautaires sont présents sur le territoire de la RCFS (Vaucluse, toujours), qui constitue un carrefour biogéographique pour les flores médioeuropéenne et méditerranéenne. La ripisylve à bois tendre est caractéristique de la zone méditerranéenne, avec des espèces comme les peupliers. On la trouve sur les espaces plus élevés de la réserve. À l'inverse, la ripisylve à bois durs, comme l'aulne, le frêne et le chêne, est présente dans les parties basses et au bord des contre-canaux et correspond à une végétation médioeuropéenne.
Il faut rappeler que tout le site est entièrement artificiel, car issu du creusement du canal et de l'évacuation des remblais. La végétation est donc dominée par les espèces pionnières.
On retrouve par exemple Brachypodium phoenicoïdes dans les milieux ouverts. Carlina corymbosa, Melica ciliata, Rubus ulmifolius, Crataegus monogyna sont souvent présentes et parfois envahissantes (dans le sens qu'elles sont excessivement dominantes).
Pour contenir la végétation, un pâturage équin a été mis en place en 2005. Il a ensuite été décidé de compléter l'action des chevaux par celle de chèvres en 2013. Les autres parcelles sont débroussaillées mécaniquement. L'évolution de la végétation selon la gestion appliquée est comparée.

### Faune

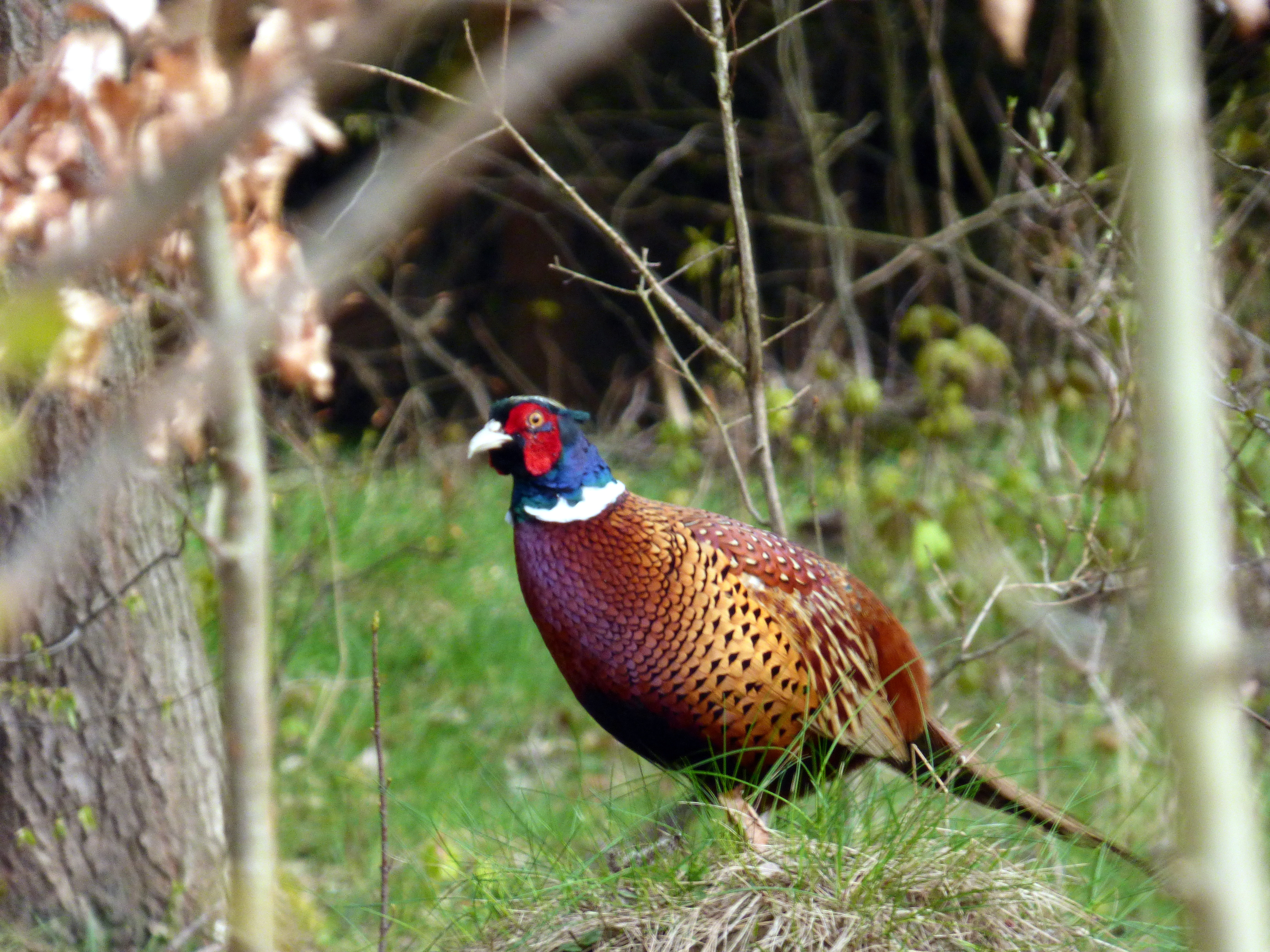
Faisan mâle.

Les services de l'État ont recensé 190 espèces d'oiseaux, 45 de mammifères, une quinzaine pour l'herpétofaune et plus de 300 espèces d'insectes sur la réserve, selon les chiffres publiés en 2019.
Un suivi sur trois ans a été réalisé pour mieux connaître l'impact des éoliennes sur l'avifaune de ce site. Les populations de Turdidés sont notamment étudiées. Parmi les espèces notables, on trouve des Blongios nains, des guêpiers, des hérons cendrés et des milans noirs.
Le castor et la loutre d'Europe sont présents, ainsi que le Miniopterus schreibersii pour les chauves-souris. Concernant la faune cynégétique, le faisan, la perdrix rouge et le lapin sont suivis.
Chez les insectes, ce sont les Odonates qui ont fait l'objet d'études spécifiques : on en recense 47 espèces, dont l'Agrion de Mercure et le Gomphus graslinii.

## Gestion
Le foncier appartient à la Compagnie nationale du Rhône (CNR), société à laquelle l'État a concédé la propriété des terrains. Cette dernière autorise des activités agricoles, comme le pastoralisme, ou industrielles (liés à sa propre activité), sur ses terrains, par le biais d'autorisations d'occupation temporaire du domaine concédé (AOTDC).
Le gestionnaire de la réserve de chasse et de faune sauvage était l'ONCFS jusqu'à sa fusion avec l'Office français de la biodiversité, en 2020. Un accord a été signé avec la CNR, propriétaire foncier. 
La chasse est globalement interdite dans les réserves de chasse (c'est la raison de leur existence) ; les espèces nuisibles sont, en revanche, régulées, notamment le sanglier, grâce à des battues autorisées par arrêté préfectoral.